# 国分寺

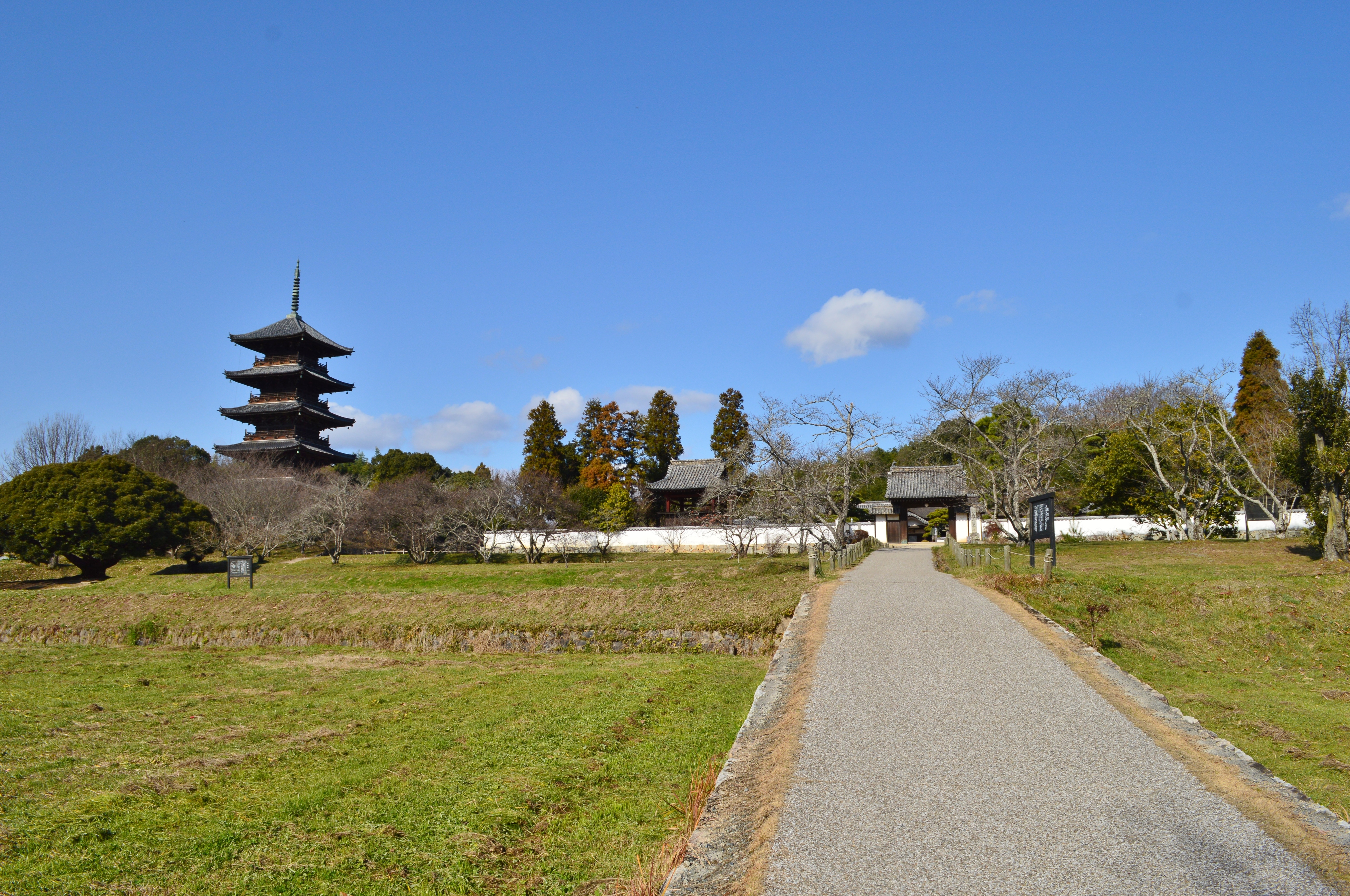
備中国分寺

国分寺（こくぶんじ）は、741年（天平13年）に聖武天皇が仏教による国家鎮護のため、当時の日本の各国に建立を命じた寺院。国分僧寺（こくぶんそうじ）と国分尼寺（こくぶんにじ）に分かれる。
正式名称は、国分僧寺が「金光明四天王護国之寺（こんこうみょうしてんのうごこくのてら）」、国分尼寺が「法華滅罪之寺（ほっけめつざいのてら）」。なお、壱岐や対馬には「島分寺（とうぶんじ）」が建てられた。

## 概要

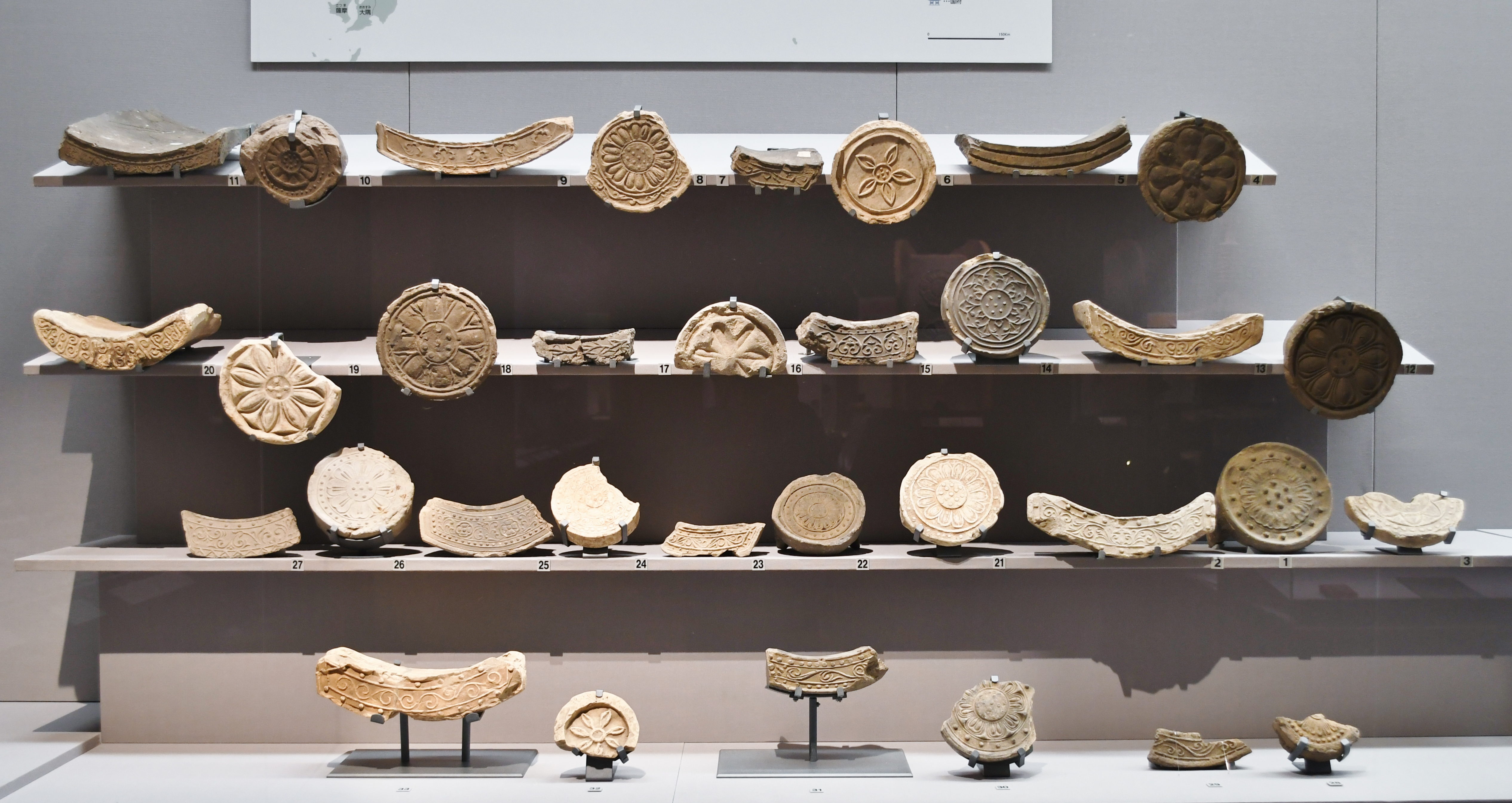
国分寺出土瓦東京国立博物館展示。

日本の国分寺・国分尼寺の先例として、隋を建国した文帝・楊堅による大興国寺(大興善寺)があった。その後の唐では、則天武后による大雲寺、中宗による竜興寺観、玄宗による開元寺があった。
聖武天皇は、天平9年（737年）には国ごとに釈迦仏像1躯と挟侍菩薩像2躯の造像と『大般若経』を写す詔、天平12年（740年）には『法華経』10部を写し七重塔を建てるようにとの詔を出している。
『続日本紀』『類聚三代格』によれば、天平13年（741年）2月14日（日付は『類聚三代格』による）、聖武天皇から「国分寺建立の詔」が出された。その内容は、各国に七重塔を建て、『金光明最勝王経（金光明経）』と『妙法蓮華経（法華経）』を写経すること、自らも金字の『金光明最勝王経』を写し、塔ごとに納めること、国ごとに国分僧寺と国分尼寺を1つずつ設置し、僧寺の名は金光明四天王護国之寺、尼寺の名は法華滅罪之寺とすることなどである。寺の財源として、僧寺には封戸50戸と水田10町、尼寺には水田10町を施すこと、僧寺には僧20人・尼寺には尼僧10人を置くことも定められた。
国司の怠慢のために、多くの国分寺の造営は滞った。
天平19年(747年)11月の「国分寺造営督促の詔」により、造営体制を国司から郡司層に移行させるとともに、完成させたら郡司の世襲を認めるなどの恩典を示した。これにより、ほとんどの国分寺で本格的造営が始まった。
国分寺の多くは国府区域内か周辺に置かれ、国庁とともにその国の最大の建築物であった。また、大和国の東大寺・法華寺は総国分寺・総国分尼寺とされ、全国の国分寺・国分尼寺の総本山と位置づけられた。
律令体制が弛緩して官による財政支持がなくなると、国分寺・国分尼寺の多くは廃れた。ただし、中世以後も相当数の国分寺が、当初の国分寺とは異なる宗派あるいは性格を持った寺院として存置し続けたことが明らかになっており、国分尼寺の多くは復興されなかったが、後世に法華宗などに再興されるなどして現在まで維持している寺院もある。なおかつての国分寺跡地近くの寺や公共施設（発掘調査など）で、国分寺の遺品を保存している所がある。

## 国分寺建設地の選定
国分寺の建設地の選定における条件は、石田茂作の諸国国分寺の調査成果により『東大寺と国分寺』により示されている。

## 一覧
所在地はいずれも創建当初のもの。（推定）は推定地、（未詳）は所在不明、複数記載は説のあるもの。
| 総国分寺   | 総国分寺 | 総国分寺                                                            | 総国分尼寺   | 総国分尼寺                                 | 総国分尼寺                                  |
| 東大寺     | 奈良県奈良市雑司町 | 国の史跡 東大寺                                                     | 法華寺       | 奈良県奈良市法華寺町                       | 国の史跡 法華寺                             |
| 畿内       | |                                                                     |              |                                            |                                             |
| 大和国分寺 | 奈良県奈良市雑司町 | 国の史跡 東大寺（総国分寺）                                         | 大和国分尼寺 | 奈良県奈良市法華寺町                       | 国の史跡 法華寺（総国分尼寺）               |
| 山城国分寺 | 京都府木津川市加茂町例幣 | 国の史跡（恭仁宮跡（山城国分寺跡）） 国分寺                         | 山城国分尼寺 | （推定）京都府木津川市加茂町法花寺野       | （指定なし） （後継なし）                   |
| 河内国分寺 | 大阪府柏原市国分東条町 | （指定なし） 真言宗河内国分寺                                       | 河内国分尼寺 | （推定）大阪府柏原市国分東条町             | （指定なし） （後継なし）                   |
| 和泉国分寺 | 大阪府和泉市国分町 | （指定なし） 護国山国分寺                                           | 和泉国分尼寺 | なし                                       |                                             |
| 摂津国分寺 | 大阪府大阪市天王寺区国分町 | （指定なし） 天德山国分寺 護国山金剛院国分寺                        | 摂津国分尼寺 | （推定）大阪府大阪市東淀川区柴島           | （指定なし） 天平勝寶山法華寺               |
| 東海道     | |                                                                     |              |                                            |                                             |
| 伊賀国分寺 | 三重県伊賀市西明寺 | 国の史跡 上寺山国分寺                                               | 伊賀国分尼寺 | 三重県伊賀市西明寺                         | 国の史跡（長楽山廃寺跡） 龍王山菊昌院法華寺 |
| 伊勢国分寺 | 三重県鈴鹿市国分町 | 国の史跡 護国山人生尹丸刀院国分寺 明星山国分寺 常慶山金光明院国分寺 | 伊勢国分尼寺 | （推定）三重県鈴鹿市国分町                 | （指定なし） （後継なし）                   |
| 志摩国分寺 | 三重県志摩市阿児町国府 | 三重県指定史跡 護国山国分寺                                         | 志摩国分尼寺 | （未詳）                                   | （指定なし） （後継なし）                   |
| 尾張国分寺 | 愛知県稲沢市矢合町 | 国の史跡 鈴置山国分寺                                               | 尾張国分尼寺 | （推定）愛知県稲沢市法花寺町               | （指定なし） 大齢山法華寺                   |
| 三河国分寺 | 愛知県豊川市八幡町 | 国の史跡 国府荘山国分寺                                             | 三河国分尼寺 | 愛知県豊川市八幡町                         | 国の史跡 （後継なし）                       |
| 遠江国分寺 | 静岡県磐田市見付 | 国の特別史跡 參慶山延命院国分寺                                     | 遠江国分尼寺 | （未詳）                                   | （指定なし） （後継なし）                   |
| 駿河国分寺 | （推定）静岡県静岡市駿河区大谷 | （国の史跡（片山廃寺跡）） （伝）龍頭山国分寺                       | 駿河国分尼寺 | （未詳）                                   | （指定なし） （伝）正覚山菩提樹院           |
| 伊豆国分寺 | 静岡県三島市泉町 | 塔跡は国の史跡 宝樹山国分寺                                         | 伊豆国分尼寺 | 静岡県三島市南町                           | （指定なし） 三島山法華寺                   |
| 甲斐国分寺 | 山梨県笛吹市一宮町国分 | 国の史跡 護国山国分寺                                               | 甲斐国分尼寺 | 山梨県笛吹市一宮町東原                     | 国の史跡 （後継なし）                       |
| 相模国分寺 | 神奈川県海老名市国分南 | 国の史跡 東光山医王院国分寺                                         | 相模国分尼寺 | 神奈川県海老名市国分北                     | 国の史跡 （後継なし）                       |
| 武蔵国分寺 | 東京都国分寺市西元町 | 国の史跡 医王山最勝院国分寺                                         | 武蔵国分尼寺 | 東京都国分寺市西元町                       | 国の史跡（国分寺跡に包含） （後継なし）     |
| 安房国分寺 | 千葉県館山市国分 | 千葉県指定史跡 館山市指定史跡 日色山国分寺                          | 安房国分尼寺 | （未詳）                                   | （指定なし） （後継なし）                   |
| 上総国分寺 | 千葉県市原市惣社 | 国の史跡 医王山清浄院国分寺                                         | 上総国分尼寺 | 千葉県市原市国分寺台中央                   | 国の史跡 （後継なし）                       |
| 下総国分寺 | 千葉県市川市国分 | 国の史跡 国分山国分寺                                               | 下総国分尼寺 | 千葉県市川市国分                           | 国の史跡 （後継なし）                       |
| 常陸国分寺 | 茨城県石岡市府中 | 国の特別史跡 浄瑠璃山東方院国分寺                                   | 常陸国分尼寺 | 茨城県石岡市若松                           | 国の特別史跡 （後継なし）                   |
| 東山道     | |                                                                     |              |                                            |                                             |
| 近江国分寺 | （推定）滋賀県甲賀市信楽町黄瀬・牧 （紫香楽宮跡内裏野地区） （推定）滋賀県大津市野郷原・神領 （瀬田廃寺跡） （推定）滋賀県大津市光が丘町 （国昌寺跡推定地） | 1：国の史跡（紫香楽宮跡） 別所山国分寺                              | 近江国分尼寺 | （未詳）                                   | （指定なし） （後継なし）                   |
| 美濃国分寺 | 岐阜県大垣市青野町 | 国の史跡 金銀山瑠璃光院国分寺                                       | 美濃国分尼寺 | （推定）岐阜県不破郡垂井町平尾             | （指定なし） （後継なし）                   |
| 飛騨国分寺 | 岐阜県高山市総和町 | 塔跡は国の史跡 医王山国分寺                                         | 飛騨国分尼寺 | 岐阜県高山市岡本町 （辻ヶ森三社）          | 高山市指定史跡 建正山国分尼寺               |
| 信濃国分寺 | 長野県上田市国分 | 国の史跡 国分寺                                                     | 信濃国分尼寺 | 長野県上田市国分                           | 国の史跡（国分寺跡に包含） （後継なし）     |
| 上野国分寺 | 群馬県高崎市東国分 | 国の史跡 国分寺                                                     | 上野国分尼寺 | 群馬県高崎市東国分                         | 国の史跡 （後継なし）                       |
| 下野国分寺 | 栃木県下野市国分寺 | 国の史跡 瑠璃光山安養院国分寺                                       | 下野国分尼寺 | 栃木県下野市国分寺                         | 国の史跡 （後継なし）                       |
| 陸奥国分寺 | 宮城県仙台市若林区木ノ下 | 国の史跡 護国山医王院国分寺                                         | 陸奥国分尼寺 | 宮城県仙台市若林区白萩町                   | 国の史跡 護国山国分尼寺                     |
| 出羽国分寺 | （推定）山形県酒田市城輪 （推定）山形県鶴岡市平形国分 | 1：国の史跡（堂の前遺跡） 護国山柏山寺                              | 出羽国分尼寺 | （未詳）                                   | （指定なし） （後継なし）                   |
| 北陸道     | |                                                                     |              |                                            |                                             |
| 若狭国分寺 | 福井県小浜市国分 | 国の史跡 護国山国分寺                                               | 若狭国分尼寺 | （未詳）                                   | （指定なし） （後継なし）                   |
| 越前国分寺 | （未詳） | （指定なし） 護国山国分寺                                           | 越前国分尼寺 | （未詳）                                   | （指定なし） （後継なし）                   |
| 加賀国分寺 | （推定）石川県小松市古府町 | （指定なし） （後継なし）                                           | 加賀国分尼寺 | （未詳）                                   | （指定なし） （後継なし）                   |
| 能登国分寺 | 石川県七尾市国分町 | 国の史跡 （後継なし）                                               | 能登国分尼寺 | （未詳）                                   | （指定なし） （後継なし）                   |
| 越中国分寺 | 富山県高岡市伏木一宮 | 富山県指定史跡 国分寺                                               | 越中国分尼寺 | （未詳）                                   | （指定なし） （後継なし）                   |
| 越後国分寺 | （推定）新潟県上越市五智・国府 | （指定なし） 安国山華蔵院国分寺（五智国分寺）                       | 越後国分尼寺 | （未詳）                                   | （指定なし） （後継なし）                   |
| 佐渡国分寺 | 新潟県佐渡市国分寺 | 国の史跡 医王山瑠璃光院国分寺                                       | 佐渡国分尼寺 | （未詳）                                   | （指定なし） （後継なし）                   |
| 山陰道     | |                                                                     |              |                                            |                                             |
| 丹波国分寺 | 京都府亀岡市千歳町国分 | 国の史跡 護国山国分寺                                               | 丹波国分尼寺 | 京都府亀岡市河原林町河原尻                 | （指定なし） （後継なし）                   |
| 丹後国分寺 | 京都府宮津市国分 | 国の史跡 護国山国分寺                                               | 丹後国分尼寺 | （未詳）                                   | （指定なし） （後継なし）                   |
| 但馬国分寺 | 兵庫県豊岡市日高町国分寺 | 国の史跡 護国山国分寺                                               | 但馬国分尼寺 | 兵庫県豊岡市日高町水上・山本               | （指定なし） 天台山法華寺                   |
| 因幡国分寺 | 鳥取県鳥取市国府町国分寺 | （指定なし） 最勝山国分寺                                           | 因幡国分尼寺 | （推定）鳥取県鳥取市国府町法花寺           | （指定なし） （後継なし）                   |
| 伯耆国分寺 | 鳥取県倉吉市国分寺 | 国の史跡 護国山国分寺                                               | 伯耆国分尼寺 | （推定）鳥取県倉吉市国分寺                 | （指定なし） （後継なし）                   |
| 出雲国分寺 | 島根県松江市竹矢町 | 国の史跡 （後継なし）                                               | 出雲国分尼寺 | 島根県松江市竹矢町                         | （指定なし） （後継なし）                   |
| 石見国分寺 | 島根県浜田市国分町 | 国の史跡 東光山国分寺                                               | 石見国分尼寺 | 島根県浜田市国分町                         | 島根県指定史跡 良松山光明寺                 |
| 隠岐国分寺 | 島根県隠岐郡隠岐の島町池田 | 国の史跡 禅尾山国分寺                                               | 隠岐国分尼寺 | 島根県隠岐郡隠岐の島町有木                 | 島根県指定史跡 （後継なし）                 |
| 山陽道     | |                                                                     |              |                                            |                                             |
| 播磨国分寺 | 兵庫県姫路市御国野町国分寺 | 国の史跡 牛堂山国分寺                                               | 播磨国分尼寺 | 兵庫県姫路市御国野町国分寺                 | （指定なし） 金剛山徳證寺                   |
| 美作国分寺 | 岡山県津山市国分寺 | 国の史跡 龍壽山国分寺                                               | 美作国分尼寺 | 岡山県津山市国分寺                         | （指定なし） （後継なし）                   |
| 備前国分寺 | 岡山県赤磐市馬屋 | 国の史跡 金光山圓壽院善教寺                                         | 備前国分尼寺 | 岡山県赤磐市馬屋・穂崎                     | （指定なし） （後継なし）                   |
| 備中国分寺 | 岡山県総社市上林 | 国の史跡 日照山總持院国分寺                                         | 備中国分尼寺 | 岡山県総社市上林                           | 国の史跡 （後継なし）                       |
| 備後国分寺 | 広島県福山市神辺町下御領 | （指定なし） 唐尾山医王院国分寺                                     | 備後国分尼寺 | （推定）広島県福山市神辺町湯野または西中条 | （指定なし） （後継なし）                   |
| 安芸国分寺 | 広島県東広島市西条町吉行 | 国の史跡 金嶽山常光院国分寺                                         | 安芸国分尼寺 | （推定）広島県東広島市西条町吉行           | （指定なし） （後継なし）                   |
| 周防国分寺 | 山口県防府市国分寺町 | 国の史跡 浄瑠璃山国分寺                                             | 周防国分尼寺 | 山口県防府市国分寺町                       | （指定なし） 浄戒山法花寺                   |
| 長門国分寺 | 山口県下関市長府宮の内町 | （指定なし） 浄瑠璃山国分寺                                         | 長門国分尼寺 | （推定）山口県下関市長府安養寺             | （指定なし） （後継なし）                   |
| 南海道     | |                                                                     |              |                                            |                                             |
| 紀伊国分寺 | 和歌山県紀の川市東国分 | 国の史跡 八光山医王院国分寺                                         | 紀伊国分尼寺 | （推定）和歌山県岩出市西国分               | （指定なし） （後継なし）                   |
| 淡路国分寺 | 兵庫県南あわじ市八木国分 | 塔跡は国の史跡 護国山国分寺                                         | 淡路国分尼寺 | （推定）兵庫県南あわじ市八木               | （指定なし） 金雲山理祥院尼ガ寺             |
| 阿波国分寺 | 徳島県徳島市国府町矢野 | 徳島県指定史跡 薬王山（法養山）金色院国分寺                         | 阿波国分尼寺 | 徳島県名西郡石井町石井                     | 国の史跡 （後継なし）                       |
| 讃岐国分寺 | 香川県高松市国分寺町国分 | 国の特別史跡 白牛山千手院国分寺                                     | 讃岐国分尼寺 | 香川県高松市国分寺町新居                   | 国の史跡 大慈山法華寺                       |
| 伊予国分寺 | 愛媛県今治市国分町 | 塔跡は国の史跡 金光山最勝院国分寺                                   | 伊予国分尼寺 | （推定）愛媛県今治市桜井                   | 塔跡は愛媛県指定史跡 補陀洛山法華寺         |
| 土佐国分寺 | 高知県南国市国分 | 国の史跡 摩尼山宝蔵院国分寺                                         | 土佐国分尼寺 | （未詳）                                   | （指定なし） （後継なし）                   |
| 西海道     | |                                                                     |              |                                            |                                             |
| 筑前国分寺 | 福岡県太宰府市国分 | 国の史跡 龍頭光山国分寺                                             | 筑前国分尼寺 | 福岡県太宰府市国分                         | （指定なし） （後継なし）                   |
| 筑後国分寺 | 福岡県久留米市国分町 | 久留米市指定史跡 護国山国分寺                                       | 筑後国分尼寺 | （推定）福岡県久留米市国分町               | （指定なし） （後継なし）                   |
| 豊前国分寺 | 福岡県京都郡みやこ町国分 | 国の史跡 金光明山国分寺                                             | 豊前国分尼寺 | （推定）福岡県京都郡みやこ町徳政           | （指定なし） （後継なし）                   |
| 豊後国分寺 | 大分県大分市国分 | 国の史跡 医王山国分寺                                               | 豊後国分尼寺 | （推定）大分県大分市国分                   | （指定なし） （後継なし）                   |
| 肥前国分寺 | 佐賀県佐賀市大和町尼寺 | 佐賀市指定史跡 金光明王山国分寺                                     | 肥前国分尼寺 | 佐賀県佐賀市大和町尼寺                     | （指定なし） （後継なし）                   |
| 肥後国分寺 | 熊本県熊本市中央区出水 | （指定なし） 医王山国分寺                                           | 肥後国分尼寺 | 熊本県熊本市中央区出水                     | （指定なし） （後継なし）                   |
| 日向国分寺 | 宮崎県西都市三宅 | 国の史跡 （後継なし）                                               | 日向国分尼寺 | 宮崎県西都市右松                           | （指定なし） （後継なし）                   |
| 大隅国分寺 | 鹿児島県霧島市国分中央 | 国の史跡 （後継なし）                                               | 大隅国分尼寺 | （未詳）                                   | （指定なし） （後継なし）                   |
| 薩摩国分寺 | 鹿児島県薩摩川内市国分寺町 | 国の史跡 （後継なし）                                               | 薩摩国分尼寺 | （推定）鹿児島県薩摩川内市天辰町           | （指定なし） （後継なし）                   |
| 壱岐島分寺 | 長崎県壱岐市芦辺町国分本村触 | 長崎県指定史跡 護国山国分寺                                         | 壱岐島分尼寺 | （未詳）                                   | （指定なし） （後継なし）                   |
| 対馬島分寺 | （推定）長崎県対馬市厳原町今屋敷 | （指定なし） 天德山国分寺                                           | 対馬島分尼寺 | （未詳）                                   | （指定なし） （後継なし）                   |